# Jörn Düwel
Jörn Düwel (* 1965 in Rostock) ist ein deutscher Architekturhistoriker.

## Leben
Jörn Düwel war nach seinem Studium der Kunstgeschichte und Germanistik an der Universität Greifswald ab 1990 zunächst freiberuflich in Berlin in der Denkmalpflege und in Architekturbüros tätig. Er wurde an der Universität Greifswald mit einer Studie über frühe architektonische und städtebauliche Leitbilder in der Sowjetischen Besatzungszone resp. der DDR im Jahr 1995 promoviert.
Bis 1996 war er an der Universität Stuttgart wissenschaftlicher Mitarbeiter am Institut Grundlagen moderner Architektur und Entwerfen, danach an der TU Darmstadt Akademischer Rat im Lehrgebiet Geschichte und Theorie der Architektur.
Seit 2002 ist er an der HafenCity Universität Hamburg Professor für Geschichte und Theorie der Architektur. Zahlreiche Forschungsprojekte, Ausstellungen und Veröffentlichungen zu Architektur und Städtebau in Europa im 19. und 20. Jahrhundert. Seit 2002 lebt er auch in Hamburg.

## Veröffentlichungen (Auswahl)
- Zur Entstehung von Architektur und Städtebau im ersten Nachkriegsjahrzehnt in der SBZ/DDR. Voraussetzungen, Rahmenbedingungen und Leitbilder im Wiederaufbau ausgewählter nordostdeutscher Städte. Dissertation. 1994.
- Baukunst voran! Architektur und Stadtplanung in der SBZ/DDR. Berlin 1995.
- mit Werner Durth und Niels Gutschow: 1945. Krieg – Zerstörung – Aufbau. Berlin 1995.
- mit Werner Durth und Niels Gutschow: Aufbau / Ostkreuz. Architektur und Städtebau der DDR (2 Bände), Frankfurt am Main / New York 1998.
- mit Niels Gutschow: Städtebau in Deutschland im 20. Jahrhundert. Ideen – Projekte – Akteure, Stuttgart 2005.
- mit Werner Durth und Niels Gutschow: Architektur und Städtebau in der DDR. Die frühen Jahre, Berlin 2007.
- mit Niels Gutschow: fortgewischt sind alle überflüssigen Zutaten. Hamburg 1943. Zerstörung und Städtebau, Berlin 2008.
- mit Niels Gutschow und Hans Stimmann: Berlin und seine Bauten. Städtebau, Berlin 2009.
- mit Michael Mönninger: Von der Sozialutopie zum städtischen Haus, Berlin 2011.
- mit Hans Stimmann: Berliner Altstadt. Von der DDR-Staatsmitte zur Stadtmitte. Berlin 2011.
- mit Michael Mönninger: Stadt zwischen Traum und Trauma. Berlin 2011.
- mit Hans Stimmann: Heimat auf Trümmern. Städtebau in Lübeck 1942–1960. Berlin 2013.
- mit Niels Gutschow: A Blessing in Disguise. War and Town Planning in Europe. Berlin 2013.
- mit Niels Gutschow: „Ein seltsam glücklicher Augenblick“ Zerstörung und Städtebau in Hamburg 1842 und 1943, Berlin 2013.
- Neue Städte für Stalin. Ein deutscher Architekt in der Sowjetunion 1932–1933. DOM Verlag 2015, ISBN 978-3-86922-380-3.
- mit Niels Gutschow: Baukunst und Nationalsozialismus. Demonstration von Macht in Europa 1940–1943. Die Ausstellung Neue Deutsche Baukunst von Rudolf Wolters. DOM Verlag, 2015, ISBN 978-3-86922-026-0.
- mit Niels Gutschow: Ordnung und Gestalt. Geschichte und Theorie des Städtebaus in Deutschland. 1922 bis 1975, Berlin 2019.
- mit Philipp Meuser: Architektur und Diplomatie. Bauten und Projekte des Auswärtigen Amtes 1870 - 2020, Berlin 2020.
- mit Niels Gutschow: Rudolf Wolters. Architekt und Städtebauer in Westdeutschland, Berlin 2020.
- mit Niels Gutschow: Friedrich Tamms. Architektur und Städtebau. Gewissheiten und Gesetzmäßigkeiten, Berlin 2021.
- mit Niels Gutschow: Gestaltung von Glück. Städtebau, Architektur und Wohnen der jüngeren Zeit, Berlin 2023.
- mit Niels Gutschow: "Verkehr in Not. Das Automobil im Städtebau", Berlin 2024.